# Tour of Oman 2023
Tour of Oman 2023 var den 12. udgave af det omanske etapeløb Tour of Oman. Cykelløbets fem etaper blev kørt fra 11. februar til 15. februar 2023. Løbet var en del af UCI ProSeries 2023. Muscat Classic blev kørt som optaktsløb dagen forinden.
Den samlede vinder af løbet blev amerikanske Matteo Jorgenson fra Movistar Team.

## Etaperne
| Etape    | Dato     | Start – Mål                                    | type              | Afstand (km) | Elevation (m) | Etapevinder       | Førende rytter   |
| -------- | -------- | ---------------------------------------------- | ----------------- | ------------ | ------------- | ----------------- | ---------------- |
| 1. etape | 11. feb. | Rustaq – Oman Convention and Exhibition Centre | flad etape        | 147,4        | 807 m         | Tim Merlier       | Tim Merlier      |
| 2. etape | 12. feb. | Sultan Qaboos Sports Complex – Qurayyat        | middel bjergetape | 174          | 2.051 m       | Jesús Herrada     | Jesús Herrada    |
| 3. etape | 13. feb. | Al Khobar – Jabal Haat                         | kuperet etape     | 152          | 1.584 m       | Matteo Jorgenson  | Matteo Jorgenson |
| 4. etape | 14. feb. | Izki – Yitti Hills                             | kuperet etape     | 205          | 1.447 m       | Diego Ulissi      | Matteo Jorgenson |
| 5. etape | 15. feb. | Samail – Jebel Akhdar                          | middel bjergetape | 152          | 1.970 m       | Mauri Vansevenant | Matteo Jorgenson |

### 1. etape
| Rustaq - Oman Convention and Exhibition Centre | flad etape | (147,4 km) |

| \| Etaperesultat \| Etaperesultat \| Etaperesultat \| Etaperesultat \| Etaperesultat \| \| Rytter \| Rytter \| Hold \| Tid \| \| \| ------------- \| -------------------- \| ------------------------ \| ------------- \| ------------- \| \| 1. \| Tim Merlier \| Soudal Quick-Step \| 3t 31' 00" \| \| \| 2. \| David Dekker \| Arkéa-Samsic \| + 0" \| \| \| 3. \| Axel Zingle \| Cofidis \| + 0" \| \| \| 4. \| Arne Marit \| Intermarché-Circus-Wanty \| + 0" \| \| \| 5. \| Kristoffer Halvorsen \| Uno-X Pro Cycling Team \| + 0" \| \| \| 6. \| Pascal Ackermann \| UAE Team Emirates \| + 0" \| \| \| 7. \| Matthew Walls \| Bora-Hansgrohe \| + 0" \| \| \| 8. \| Alexander Salby \| Bingoal WB \| + 0" \| \| \| 9. \| Max Kanter \| Movistar Team \| + 0" \| \| \| 10. \| Rüdiger Selig \| Lotto Dstny \| + 0" \| \| |                      |                          |            |
| |                      |                          |            |
| Kilde: ProCyclingStats |                      |                          |            |
| Etaperesultat |                      |                          |            |
| Rytter | Rytter               | Hold                     | Tid        |
| 1. | Tim Merlier          | Soudal Quick-Step        | 3t 31' 00" |
| 2. | David Dekker         | Arkéa-Samsic             | + 0"       |
| 3. | Axel Zingle          | Cofidis                  | + 0"       |
| 4. | Arne Marit           | Intermarché-Circus-Wanty | + 0"       |
| 5. | Kristoffer Halvorsen | Uno-X Pro Cycling Team   | + 0"       |
| 6. | Pascal Ackermann     | UAE Team Emirates        | + 0"       |
| 7. | Matthew Walls        | Bora-Hansgrohe           | + 0"       |
| 8. | Alexander Salby      | Bingoal WB               | + 0"       |
| 9. | Max Kanter           | Movistar Team            | + 0"       |
| 10. | Rüdiger Selig        | Lotto Dstny              | + 0"       |

| \| Samlede stilling \| Samlede stilling \| Samlede stilling \| Samlede stilling \| Samlede stilling \| \| Rytter \| Rytter \| Hold \| Tid \| \| \| ---------------- \| -------------------- \| ------------------------------- \| ---------------- \| ---------------- \| \| 1. \| Tim Merlier \| Soudal Quick-Step \| 3t 30' 50" \| \| \| 2. \| David Dekker \| Arkéa-Samsic \| + 4" \| \| \| 3. \| Jeroen Meijers \| Terengganu Polygon Cycling Team \| + 5" \| \| \| 4. \| Axel Zingle \| Cofidis \| + 6" \| \| \| 5. \| Rodrigo Álvarez \| Burgos-BH \| + 6" \| \| \| 6. \| Arne Marit \| Intermarché-Circus-Wanty \| + 10" \| \| \| 7. \| Kristoffer Halvorsen \| Uno-X Pro Cycling Team \| + 10" \| \| \| 8. \| Pascal Ackermann \| UAE Team Emirates \| + 10" \| \| \| 9. \| Matthew Walls \| Bora-Hansgrohe \| + 10" \| \| \| 10. \| Alexander Salby \| Bingoal WB \| + 10" \| \| |                      |                                 |            |
| |                      |                                 |            |
| Kilde: ProCyclingStats |                      |                                 |            |
| Samlede stilling |                      |                                 |            |
| Rytter | Rytter               | Hold                            | Tid        |
| 1. | Tim Merlier          | Soudal Quick-Step               | 3t 30' 50" |
| 2. | David Dekker         | Arkéa-Samsic                    | + 4"       |
| 3. | Jeroen Meijers       | Terengganu Polygon Cycling Team | + 5"       |
| 4. | Axel Zingle          | Cofidis                         | + 6"       |
| 5. | Rodrigo Álvarez      | Burgos-BH                       | + 6"       |
| 6. | Arne Marit           | Intermarché-Circus-Wanty        | + 10"      |
| 7. | Kristoffer Halvorsen | Uno-X Pro Cycling Team          | + 10"      |
| 8. | Pascal Ackermann     | UAE Team Emirates               | + 10"      |
| 9. | Matthew Walls        | Bora-Hansgrohe                  | + 10"      |
| 10. | Alexander Salby      | Bingoal WB                      | + 10"      |

### 2. etape
| Sultan Qaboos Sports Complex - Qurayyat | middel bjergetape | (174 km) |

| \| Etaperesultat \| Etaperesultat \| Etaperesultat \| Etaperesultat \| Etaperesultat \| \| Rytter \| Rytter \| Hold \| Tid \| \| \| ------------- \| ------------------ \| --------------------- \| ------------- \| ------------- \| \| 1. \| Jesús Herrada \| Cofidis \| 4t 21' 07" \| \| \| 2. \| Maxim Van Gils \| Lotto Dstny \| + 0" \| \| \| 3. \| Diego Ulissi \| UAE Team Emirates \| + 0" \| \| \| 4. \| Matteo Jorgenson \| Movistar Team \| + 0" \| \| \| 5. \| Mauri Vansevenant \| Soudal Quick-Step \| + 0" \| \| \| 6. \| Aleksej Lutsenko \| Astana Qazaqstan Team \| + 3" \| \| \| 7. \| Rémy Rochas \| Cofidis \| + 5" \| \| \| 8. \| Cristián Rodríguez \| Arkéa-Samsic \| + 5" \| \| \| 9. \| Stan Dewulf \| AG2R Citroën Team \| + 5" \| \| \| 10. \| Davide Formolo \| UAE Team Emirates \| + 5" \| \| |                    |                       |            |
| |                    |                       |            |
| Kilde: ProCyclingStats |                    |                       |            |
| Etaperesultat |                    |                       |            |
| Rytter | Rytter             | Hold                  | Tid        |
| 1. | Jesús Herrada      | Cofidis               | 4t 21' 07" |
| 2. | Maxim Van Gils     | Lotto Dstny           | + 0"       |
| 3. | Diego Ulissi       | UAE Team Emirates     | + 0"       |
| 4. | Matteo Jorgenson   | Movistar Team         | + 0"       |
| 5. | Mauri Vansevenant  | Soudal Quick-Step     | + 0"       |
| 6. | Aleksej Lutsenko   | Astana Qazaqstan Team | + 3"       |
| 7. | Rémy Rochas        | Cofidis               | + 5"       |
| 8. | Cristián Rodríguez | Arkéa-Samsic          | + 5"       |
| 9. | Stan Dewulf        | AG2R Citroën Team     | + 5"       |
| 10. | Davide Formolo     | UAE Team Emirates     | + 5"       |

| \| Samlede stilling \| Samlede stilling \| Samlede stilling \| Samlede stilling \| Samlede stilling \| \| Rytter \| Rytter \| Hold \| Tid \| \| \| ---------------- \| ----------------- \| ---------------------- \| ---------------- \| ---------------- \| \| 1. \| Jesús Herrada \| Cofidis \| 7t 51' 57" \| \| \| 2. \| Maxim Van Gils \| Lotto Dstny \| + 4" \| \| \| 3. \| Diego Ulissi \| UAE Team Emirates \| + 6" \| \| \| 4. \| Mauri Vansevenant \| Soudal Quick-Step \| + 10" \| \| \| 5. \| Matteo Jorgenson \| Movistar Team \| + 10" \| \| \| 6. \| Aleksej Lutsenko \| Astana Qazaqstan Team \| + 13" \| \| \| 7. \| Davide Formolo \| UAE Team Emirates \| + 15" \| \| \| 8. \| Lennert Teugels \| Bingoal WB \| + 15" \| \| \| 9. \| Niklas Eg \| Uno-X Pro Cycling Team \| + 15" \| \| \| 10. \| Harold Tejada \| Astana Qazaqstan Team \| + 15" \| \| |                   |                        |            |
| |                   |                        |            |
| Kilde: ProCyclingStats |                   |                        |            |
| Samlede stilling |                   |                        |            |
| Rytter | Rytter            | Hold                   | Tid        |
| 1. | Jesús Herrada     | Cofidis                | 7t 51' 57" |
| 2. | Maxim Van Gils    | Lotto Dstny            | + 4"       |
| 3. | Diego Ulissi      | UAE Team Emirates      | + 6"       |
| 4. | Mauri Vansevenant | Soudal Quick-Step      | + 10"      |
| 5. | Matteo Jorgenson  | Movistar Team          | + 10"      |
| 6. | Aleksej Lutsenko  | Astana Qazaqstan Team  | + 13"      |
| 7. | Davide Formolo    | UAE Team Emirates      | + 15"      |
| 8. | Lennert Teugels   | Bingoal WB             | + 15"      |
| 9. | Niklas Eg         | Uno-X Pro Cycling Team | + 15"      |
| 10. | Harold Tejada     | Astana Qazaqstan Team  | + 15"      |

### 3. etape
| Al Khobar - Jabal Haat | kuperet etape | (152 km) |

| \| Etaperesultat \| Etaperesultat \| Etaperesultat \| Etaperesultat \| Etaperesultat \| \| Rytter \| Rytter \| Hold \| Tid \| \| \| ------------- \| ------------------ \| --------------------- \| ------------- \| ------------- \| \| 1. \| Matteo Jorgenson \| Movistar Team \| 3t 33' 51" \| \| \| 2. \| Mauri Vansevenant \| Soudal Quick-Step \| + 2" \| \| \| 3. \| Geoffrey Bouchard \| AG2R Citroën Team \| + 3" \| \| \| 4. \| Cristián Rodríguez \| Arkéa-Samsic \| + 3" \| \| \| 5. \| Cian Uijtdebroeks \| Bora-Hansgrohe \| + 3" \| \| \| 6. \| Victor Langellotti \| Burgos-BH \| + 3" \| \| \| 7. \| Harold Tejada \| Astana Qazaqstan Team \| + 7" \| \| \| 8. \| Diego Ulissi \| UAE Team Emirates \| + 9" \| \| \| 9. \| Maxim Van Gils \| Lotto Dstny \| + 11" \| \| \| 10. \| Jesús Herrada \| Cofidis \| + 16" \| \| |                    |                       |            |
| |                    |                       |            |
| Kilde: ProCyclingStats |                    |                       |            |
| Etaperesultat |                    |                       |            |
| Rytter | Rytter             | Hold                  | Tid        |
| 1. | Matteo Jorgenson   | Movistar Team         | 3t 33' 51" |
| 2. | Mauri Vansevenant  | Soudal Quick-Step     | + 2"       |
| 3. | Geoffrey Bouchard  | AG2R Citroën Team     | + 3"       |
| 4. | Cristián Rodríguez | Arkéa-Samsic          | + 3"       |
| 5. | Cian Uijtdebroeks  | Bora-Hansgrohe        | + 3"       |
| 6. | Victor Langellotti | Burgos-BH             | + 3"       |
| 7. | Harold Tejada      | Astana Qazaqstan Team | + 7"       |
| 8. | Diego Ulissi       | UAE Team Emirates     | + 9"       |
| 9. | Maxim Van Gils     | Lotto Dstny           | + 11"      |
| 10. | Jesús Herrada      | Cofidis               | + 16"      |

| \| Samlede stilling \| Samlede stilling \| Samlede stilling \| Samlede stilling \| Samlede stilling \| \| Rytter \| Rytter \| Hold \| Tid \| \| \| ---------------- \| ------------------ \| --------------------- \| ---------------- \| ---------------- \| \| 1. \| Matteo Jorgenson \| Movistar Team \| 11t 25' 48" \| \| \| 2. \| Mauri Vansevenant \| Soudal Quick-Step \| + 6" \| \| \| 3. \| Geoffrey Bouchard \| AG2R Citroën Team \| + 14" \| \| \| 4. \| Diego Ulissi \| UAE Team Emirates \| + 15" \| \| \| 5. \| Maxim Van Gils \| Lotto Dstny \| + 15" \| \| \| 6. \| Jesús Herrada \| Cofidis \| + 16" \| \| \| 7. \| Victor Langellotti \| Burgos-BH \| + 18" \| \| \| 8. \| Cian Uijtdebroeks \| Bora-Hansgrohe \| + 18" \| \| \| 9. \| Cristián Rodríguez \| Arkéa-Samsic \| + 18" \| \| \| 10. \| Harold Tejada \| Astana Qazaqstan Team \| + 22" \| \| |                    |                       |             |
| |                    |                       |             |
| Kilde: ProCyclingStats |                    |                       |             |
| Samlede stilling |                    |                       |             |
| Rytter | Rytter             | Hold                  | Tid         |
| 1. | Matteo Jorgenson   | Movistar Team         | 11t 25' 48" |
| 2. | Mauri Vansevenant  | Soudal Quick-Step     | + 6"        |
| 3. | Geoffrey Bouchard  | AG2R Citroën Team     | + 14"       |
| 4. | Diego Ulissi       | UAE Team Emirates     | + 15"       |
| 5. | Maxim Van Gils     | Lotto Dstny           | + 15"       |
| 6. | Jesús Herrada      | Cofidis               | + 16"       |
| 7. | Victor Langellotti | Burgos-BH             | + 18"       |
| 8. | Cian Uijtdebroeks  | Bora-Hansgrohe        | + 18"       |
| 9. | Cristián Rodríguez | Arkéa-Samsic          | + 18"       |
| 10. | Harold Tejada      | Astana Qazaqstan Team | + 22"       |

### 4. etape
| Izki - Yitti Hills | kuperet etape | (205 km) |

| \| Etaperesultat \| Etaperesultat \| Etaperesultat \| Etaperesultat \| Etaperesultat \| \| Rytter \| Rytter \| Hold \| Tid \| \| \| ------------- \| ---------------- \| ---------------------- \| ------------- \| ------------- \| \| 1. \| Diego Ulissi \| UAE Team Emirates \| 4t 36' 48" \| \| \| 2. \| Axel Zingle \| Cofidis \| + 0" \| \| \| 3. \| Ide Schelling \| Bora-Hansgrohe \| + 0" \| \| \| 4. \| Jordi Warlop \| Soudal Quick-Step \| + 0" \| \| \| 5. \| Louis Bendixen \| Uno-X Pro Cycling Team \| + 0" \| \| \| 6. \| Jenthe Biermans \| Arkéa-Samsic \| + 0" \| \| \| 7. \| Andrea Vendrame \| AG2R Citroën Team \| + 0" \| \| \| 8. \| Maxim Van Gils \| Lotto Dstny \| + 0" \| \| \| 9. \| Jesús Herrada \| Cofidis \| + 0" \| \| \| 10. \| Aleksej Lutsenko \| Astana Qazaqstan Team \| + 0" \| \| |                  |                        |            |
| |                  |                        |            |
| Kilde: ProCyclingStats |                  |                        |            |
| Etaperesultat |                  |                        |            |
| Rytter | Rytter           | Hold                   | Tid        |
| 1. | Diego Ulissi     | UAE Team Emirates      | 4t 36' 48" |
| 2. | Axel Zingle      | Cofidis                | + 0"       |
| 3. | Ide Schelling    | Bora-Hansgrohe         | + 0"       |
| 4. | Jordi Warlop     | Soudal Quick-Step      | + 0"       |
| 5. | Louis Bendixen   | Uno-X Pro Cycling Team | + 0"       |
| 6. | Jenthe Biermans  | Arkéa-Samsic           | + 0"       |
| 7. | Andrea Vendrame  | AG2R Citroën Team      | + 0"       |
| 8. | Maxim Van Gils   | Lotto Dstny            | + 0"       |
| 9. | Jesús Herrada    | Cofidis                | + 0"       |
| 10. | Aleksej Lutsenko | Astana Qazaqstan Team  | + 0"       |

| \| Samlede stilling \| Samlede stilling \| Samlede stilling \| Samlede stilling \| Samlede stilling \| \| Rytter \| Rytter \| Hold \| Tid \| \| \| ---------------- \| ------------------ \| ------------------------ \| ---------------- \| ---------------- \| \| 1. \| Matteo Jorgenson \| Movistar Team \| 16t 02' 36" \| \| \| 2. \| Diego Ulissi \| UAE Team Emirates \| + 5" \| \| \| 3. \| Mauri Vansevenant \| Soudal Quick-Step \| + 5" \| \| \| 4. \| Geoffrey Bouchard \| AG2R Citroën Team \| + 14" \| \| \| 5. \| Maxim Van Gils \| Lotto Dstny \| + 15" \| \| \| 6. \| Jesús Herrada \| Cofidis \| + 16" \| \| \| 7. \| Rein Taaramäe \| Intermarché-Circus-Wanty \| + 18" \| \| \| 8. \| Victor Langellotti \| Burgos-BH \| + 18" \| \| \| 9. \| Cian Uijtdebroeks \| Bora-Hansgrohe \| + 18" \| \| \| 10. \| Cristián Rodríguez \| Arkéa-Samsic \| + 18" \| \| |                    |                          |             |
| |                    |                          |             |
| Kilde: ProCyclingStats |                    |                          |             |
| Samlede stilling |                    |                          |             |
| Rytter | Rytter             | Hold                     | Tid         |
| 1. | Matteo Jorgenson   | Movistar Team            | 16t 02' 36" |
| 2. | Diego Ulissi       | UAE Team Emirates        | + 5"        |
| 3. | Mauri Vansevenant  | Soudal Quick-Step        | + 5"        |
| 4. | Geoffrey Bouchard  | AG2R Citroën Team        | + 14"       |
| 5. | Maxim Van Gils     | Lotto Dstny              | + 15"       |
| 6. | Jesús Herrada      | Cofidis                  | + 16"       |
| 7. | Rein Taaramäe      | Intermarché-Circus-Wanty | + 18"       |
| 8. | Victor Langellotti | Burgos-BH                | + 18"       |
| 9. | Cian Uijtdebroeks  | Bora-Hansgrohe           | + 18"       |
| 10. | Cristián Rodríguez | Arkéa-Samsic             | + 18"       |

### 5. etape
| Samail - Jebel Akhdar | middel bjergetape | (152 km) |

| \| Etaperesultat \| Etaperesultat \| Etaperesultat \| Etaperesultat \| Etaperesultat \| \| Rytter \| Rytter \| Hold \| Tid \| \| \| ------------- \| ------------------ \| ------------------------ \| ------------- \| ------------- \| \| 1. \| Mauri Vansevenant \| Soudal Quick-Step \| 3t 53' 51" \| \| \| 2. \| Matteo Jorgenson \| Movistar Team \| + 0" \| \| \| 3. \| Geoffrey Bouchard \| AG2R Citroën Team \| + 12" \| \| \| 4. \| Rein Taaramäe \| Intermarché-Circus-Wanty \| + 22" \| \| \| 5. \| Maxim Van Gils \| Lotto Dstny \| + 37" \| \| \| 6. \| Diego Ulissi \| UAE Team Emirates \| + 37" \| \| \| 7. \| Cristián Rodríguez \| Arkéa-Samsic \| + 58" \| \| \| 8. \| Jesús Herrada \| Cofidis \| + 58" \| \| \| 9. \| Carlos Verona \| Movistar Team \| + 1' 00" \| \| \| 10. \| Cian Uijtdebroeks \| Bora-Hansgrohe \| + 1' 12" \| \| |                    |                          |            |
| |                    |                          |            |
| Kilde: ProCyclingStats |                    |                          |            |
| Etaperesultat |                    |                          |            |
| Rytter | Rytter             | Hold                     | Tid        |
| 1. | Mauri Vansevenant  | Soudal Quick-Step        | 3t 53' 51" |
| 2. | Matteo Jorgenson   | Movistar Team            | + 0"       |
| 3. | Geoffrey Bouchard  | AG2R Citroën Team        | + 12"      |
| 4. | Rein Taaramäe      | Intermarché-Circus-Wanty | + 22"      |
| 5. | Maxim Van Gils     | Lotto Dstny              | + 37"      |
| 6. | Diego Ulissi       | UAE Team Emirates        | + 37"      |
| 7. | Cristián Rodríguez | Arkéa-Samsic             | + 58"      |
| 8. | Jesús Herrada      | Cofidis                  | + 58"      |
| 9. | Carlos Verona      | Movistar Team            | + 1' 00"   |
| 10. | Cian Uijtdebroeks  | Bora-Hansgrohe           | + 1' 12"   |

## Resultater
| \| Samlede stilling \| Samlede stilling \| Samlede stilling \| Samlede stilling \| Samlede stilling \| \| Rytter \| Rytter \| Hold \| Tid \| \| \| ---------------- \| ------------------ \| ------------------------ \| ---------------- \| ---------------- \| \| 1. \| Matteo Jorgenson \| Movistar Team \| 19t 56' 21" \| \| \| 2. \| Mauri Vansevenant \| Soudal Quick-Step \| + 1" \| \| \| 3. \| Geoffrey Bouchard \| AG2R Citroën Team \| + 28" \| \| \| 4. \| Rein Taaramäe \| Intermarché-Circus-Wanty \| + 46" \| \| \| 5. \| Diego Ulissi \| UAE Team Emirates \| + 48" \| \| \| 6. \| Maxim Van Gils \| Lotto Dstny \| + 58" \| \| \| 7. \| Jesús Herrada \| Cofidis \| + 1' 20" \| \| \| 8. \| Cristián Rodríguez \| Arkéa-Samsic \| + 1' 22" \| \| \| 9. \| Cian Uijtdebroeks \| Bora-Hansgrohe \| + 1' 36" \| \| \| 10. \| Carlos Verona \| Movistar Team \| + 1' 37" \| \| |                    |                          |             |
| |                    |                          |             |
| Kilde: ProCyclingStats |                    |                          |             |
| Samlede stilling |                    |                          |             |
| Rytter | Rytter             | Hold                     | Tid         |
| 1. | Matteo Jorgenson   | Movistar Team            | 19t 56' 21" |
| 2. | Mauri Vansevenant  | Soudal Quick-Step        | + 1"        |
| 3. | Geoffrey Bouchard  | AG2R Citroën Team        | + 28"       |
| 4. | Rein Taaramäe      | Intermarché-Circus-Wanty | + 46"       |
| 5. | Diego Ulissi       | UAE Team Emirates        | + 48"       |
| 6. | Maxim Van Gils     | Lotto Dstny              | + 58"       |
| 7. | Jesús Herrada      | Cofidis                  | + 1' 20"    |
| 8. | Cristián Rodríguez | Arkéa-Samsic             | + 1' 22"    |
| 9. | Cian Uijtdebroeks  | Bora-Hansgrohe           | + 1' 36"    |
| 10. | Carlos Verona      | Movistar Team            | + 1' 37"    |

| Samlede stilling | Samlede stilling   | Samlede stilling         | Samlede stilling | Samlede stilling |
| Rytter           | Rytter             | Hold                     | Tid              |                  |
| ---------------- | ------------------ | ------------------------ | ---------------- | ---------------- |
| 1.               | Matteo Jorgenson   | Movistar Team            | 19t 56' 21"      |                  |
| 2.               | Mauri Vansevenant  | Soudal Quick-Step        | + 1"             |                  |
| 3.               | Geoffrey Bouchard  | AG2R Citroën Team        | + 28"            |                  |
| 4.               | Rein Taaramäe      | Intermarché-Circus-Wanty | + 46"            |                  |
| 5.               | Diego Ulissi       | UAE Team Emirates        | + 48"            |                  |
| 6.               | Maxim Van Gils     | Lotto Dstny              | + 58"            |                  |
| 7.               | Jesús Herrada      | Cofidis                  | + 1' 20"         |                  |
| 8.               | Cristián Rodríguez | Arkéa-Samsic             | + 1' 22"         |                  |
| 9.               | Cian Uijtdebroeks  | Bora-Hansgrohe           | + 1' 36"         |                  |
| 10.              | Carlos Verona      | Movistar Team            | + 1' 37"         |                  |

| Pointkonkurrence | Pointkonkurrence   | Pointkonkurrence  | Pointkonkurrence | Pointkonkurrence |
| Rytter           | Rytter             | Hold              | Point            |                  |
| ---------------- | ------------------ | ----------------- | ---------------- | ---------------- |
| 1.               | Matteo Jorgenson   | Movistar Team     | 34 point         |                  |
| 2.               | Mauri Vansevenant  | Soudal Quick-Step | 33 point         |                  |
| 3.               | Diego Ulissi       | UAE Team Emirates | 31 point         |                  |
| 4.               | Maxim Van Gils     | Lotto Dstny       | 22 point         |                  |
| 5.               | Axel Zingle        | Cofidis           | 21 point         |                  |
| 6.               | Jesús Herrada      | Cofidis           | 20 point         |                  |
| 7.               | Geoffrey Bouchard  | AG2R Citroën Team | 18 point         |                  |
| 8.               | Tim Merlier        | Soudal Quick-Step | 17 point         |                  |
| 9.               | Cristián Rodríguez | Arkéa-Samsic      | 14 point         |                  |
| 10.              | David Dekker       | Arkéa-Samsic      | 12 point         |                  |

| Pointkonkurrence | Pointkonkurrence   | Pointkonkurrence  | Pointkonkurrence | Pointkonkurrence |
| Rytter           | Rytter             | Hold              | Point            |                  |
| ---------------- | ------------------ | ----------------- | ---------------- | ---------------- |
| 1.               | Matteo Jorgenson   | Movistar Team     | 34 point         |                  |
| 2.               | Mauri Vansevenant  | Soudal Quick-Step | 33 point         |                  |
| 3.               | Diego Ulissi       | UAE Team Emirates | 31 point         |                  |
| 4.               | Maxim Van Gils     | Lotto Dstny       | 22 point         |                  |
| 5.               | Axel Zingle        | Cofidis           | 21 point         |                  |
| 6.               | Jesús Herrada      | Cofidis           | 20 point         |                  |
| 7.               | Geoffrey Bouchard  | AG2R Citroën Team | 18 point         |                  |
| 8.               | Tim Merlier        | Soudal Quick-Step | 17 point         |                  |
| 9.               | Cristián Rodríguez | Arkéa-Samsic      | 14 point         |                  |
| 10.              | David Dekker       | Arkéa-Samsic      | 12 point         |                  |

| Ungdomskonkurrence | Ungdomskonkurrence      | Ungdomskonkurrence     | Ungdomskonkurrence | Ungdomskonkurrence |
| Rytter             | Rytter                  | Hold                   | Tid                |                    |
| ------------------ | ----------------------- | ---------------------- | ------------------ | ------------------ |
| 1.                 | Matteo Jorgenson        | Movistar Team          | 19t 56' 21"        |                    |
| 2.                 | Mauri Vansevenant       | Soudal Quick-Step      | + 1"               |                    |
| 3.                 | Maxim Van Gils          | Lotto Dstny            | + 58"              |                    |
| 4.                 | Cian Uijtdebroeks       | Bora-Hansgrohe         | + 1' 36"           |                    |
| 5.                 | Sylvain Moniquet        | Lotto Dstny            | + 2' 44"           |                    |
| 6.                 | Michel Ries             | Arkéa-Samsic           | + 3' 27"           |                    |
| 7.                 | Ide Schelling           | Bora-Hansgrohe         | + 5' 38"           |                    |
| 8.                 | Magnus Kulset           | Uno-X Pro Cycling Team | + 5' 41"           |                    |
| 9.                 | Pablo Castrillo         | Equipo Kern Pharma     | + 6' 01"           |                    |
| 10.                | Embret Svestad-Bårdseng | Human Powered Health   | + 6' 35"           |                    |

| Ungdomskonkurrence | Ungdomskonkurrence      | Ungdomskonkurrence     | Ungdomskonkurrence | Ungdomskonkurrence |
| Rytter             | Rytter                  | Hold                   | Tid                |                    |
| ------------------ | ----------------------- | ---------------------- | ------------------ | ------------------ |
| 1.                 | Matteo Jorgenson        | Movistar Team          | 19t 56' 21"        |                    |
| 2.                 | Mauri Vansevenant       | Soudal Quick-Step      | + 1"               |                    |
| 3.                 | Maxim Van Gils          | Lotto Dstny            | + 58"              |                    |
| 4.                 | Cian Uijtdebroeks       | Bora-Hansgrohe         | + 1' 36"           |                    |
| 5.                 | Sylvain Moniquet        | Lotto Dstny            | + 2' 44"           |                    |
| 6.                 | Michel Ries             | Arkéa-Samsic           | + 3' 27"           |                    |
| 7.                 | Ide Schelling           | Bora-Hansgrohe         | + 5' 38"           |                    |
| 8.                 | Magnus Kulset           | Uno-X Pro Cycling Team | + 5' 41"           |                    |
| 9.                 | Pablo Castrillo         | Equipo Kern Pharma     | + 6' 01"           |                    |
| 10.                | Embret Svestad-Bårdseng | Human Powered Health   | + 6' 35"           |                    |

### Holdkonkurrencen
| Holdkonkurrence | Holdkonkurrence          | Holdkonkurrence | Holdkonkurrence |
| Hold            | Hold                     | Tid             |                 |
| --------------- | ------------------------ | --------------- | --------------- |
| 1.              | Bora-Hansgrohe           | 59t 55' 12"     |                 |
| 2.              | Soudal Quick-Step        | + 2' 36"        |                 |
| 3.              | Intermarché-Circus-Wanty | + 2' 46"        |                 |
| 4.              | Arkéa-Samsic             | + 2' 47"        |                 |
| 5.              | AG2R Citroën Team        | + 4' 52"        |                 |

## Hold og ryttere
| UCI WorldTeams (9)- AG2R Citroën Team - Arkéa-Samsic - Astana Qazaqstan Team - Bora-Hansgrohe - Cofidis - Intermarché-Circus-Wanty - Movistar Team - Soudal Quick-Step - UAE Team Emirates UCI ProTeams (7)- Bingoal WB - Burgos-BH - Equipo Kern Pharma - Human Powered Health - Israel-Premier Tech - Lotto Dstny - Uno-X Pro Cycling Team UCI Kontinentalhold (2)- Terengganu Polygon Cycling Team - JCL Team Ukyo Landshold- Oman |
| |

### Danske ryttere
| Danske ryttere på startlisten |                     |                        |           |
| Rygnummer                     | Rytter              | Hold                   | Placering |
| 42                            | Louis Bendixen      | Uno-X Pro Cycling Team | 69        |
| 44                            | Niklas Eg           | Uno-X Pro Cycling Team | 12        |
| 47                            | Lasse Norman Hansen | Uno-X Pro Cycling Team | 101       |
| 84                            | Mathias Norsgaard   | Movistar Team          | 96        |
| 114                           | Alexander Salby     | Bingoal WB             | 83        |

* DNF = gennemførte ikke

### Startliste
| Soudal Quick-Step SOQ | Soudal Quick-Step SOQ        | Soudal Quick-Step SOQ |
| --------------------- | ---------------------------- | --------------------- |
| Nr.                   | Rytter                       | Placering             |
| 1                     | Jan Hirt (CZE)               | 14.                   |
| 2                     | Josef Černý (CZE)            | 99.                   |
| 3                     | Fausto Masnada (ITA)         | 37.                   |
| 4                     | Tim Merlier (BEL) (landevej) | 72.                   |
| 5                     | Bert Van Lerberghe (BEL)     | 74.                   |
| 6                     | Mauri Vansevenant (BEL)      | 2.                    |
| 7                     | Jordi Warlop (BEL)           | 62.                   |

| UAE Team Emirates UAD | UAE Team Emirates UAD      | UAE Team Emirates UAD |
| --------------------- | -------------------------- | --------------------- |
| Nr.                   | Rytter                     | Placering             |
| 11                    | Diego Ulissi (ITA)         | 5.                    |
| 12                    | Pascal Ackermann (GER)     | 90.                   |
| 13                    | Davide Formolo (ITA)       | 26.                   |
| 14                    | Ryan Gibbons (RSA)         | 51.                   |
| 15                    | Vegard Stake Laengen (NOR) | 50.                   |
| 16                    | Michael Vink (NZL)         | 76.                   |

| Intermarché-Circus-Wanty ICW | Intermarché-Circus-Wanty ICW | Intermarché-Circus-Wanty ICW |
| ---------------------------- | ---------------------------- | ---------------------------- |
| Nr.                          | Rytter                       | Placering                    |
| 21                           | Louis Meintjes (RSA)         | 18.                          |
| 22                           | Francesco Busatto (ITA)      | 44.                          |
| 23                           | Arne Marit (BEL)             | 61.                          |
| 24                           | Tom Paquot (BEL)             | 58.                          |
| 25                           | Simone Petilli (ITA)         | 27.                          |
| 26                           | Baptiste Planckaert (BEL)    | 89.                          |
| 27                           | Rein Taaramäe (EST)          | 4.                           |

| Arkéa-Samsic ARK | Arkéa-Samsic ARK         | Arkéa-Samsic ARK |
| ---------------- | ------------------------ | ---------------- |
| Nr.              | Rytter                   | Placering        |
| 31               | Cristián Rodríguez (ESP) | 8.               |
| 32               | Jenthe Biermans (BEL)    | 84.              |
| 33               | David Dekker (NED)       | 100.             |
| 34               | Anthony Delaplace (FRA)  | 31.              |
| 35               | Nicolas Edet (FRA)       | 33.              |
| 36               | Andrij Ponomar (UKR)     | 43.              |
| 37               | Michel Ries (LUX)        | 22.              |

| Uno-X Pro Cycling Team UXT | Uno-X Pro Cycling Team UXT | Uno-X Pro Cycling Team UXT |
| -------------------------- | -------------------------- | -------------------------- |
| Nr.                        | Rytter                     | Placering                  |
| 41                         | Kristoffer Halvorsen (NOR) | 71.                        |
| 42                         | Louis Bendixen (DEN)       | 69.                        |
| 43                         | Fredrik Dversnes (NOR)     | 93.                        |
| 44                         | Niklas Eg (DEN)            | 12.                        |
| 45                         | Tord Gudmestad (NOR)       | DNS-5                      |
| 46                         | Magnus Kulset (NOR)        | 29.                        |
| 47                         | Lasse Norman Leth (DEN)    | 101.                       |

| AG2R Citroën Team ACT | AG2R Citroën Team ACT   | AG2R Citroën Team ACT |
| --------------------- | ----------------------- | --------------------- |
| Nr.                   | Rytter                  | Placering             |
| 51                    | Greg Van Avermaet (BEL) | 42.                   |
| 52                    | Geoffrey Bouchard (FRA) | 3.                    |
| 53                    | Stan Dewulf (BEL)       | 41.                   |
| 54                    | Jaakko Hänninen (FIN)   | 25.                   |
| 55                    | Lawrence Naesen (BEL)   | 59.                   |
| 56                    | Oliver Naesen (BEL)     | 48.                   |
| 57                    | Andrea Vendrame (ITA)   | 45.                   |

| Bora-Hansgrohe BOH | Bora-Hansgrohe BOH      | Bora-Hansgrohe BOH |
| ------------------ | ----------------------- | ------------------ |
| Nr.                | Rytter                  | Placering          |
| 61                 | Emanuel Buchmann (GER)  | 13.                |
| 62                 | Giovanni Aleotti (ITA)  | DNS-3              |
| 63                 | Florian Lipowitz (GER)  | 53.                |
| 64                 | Ide Schelling (NED)     | 28.                |
| 65                 | Cian Uijtdebroeks (BEL) | 9.                 |
| 66                 | Matthew Walls (GBR)     | DNS-5              |
| 67                 | Ben Zwiehoff (GER)      | 15.                |

| Astana Qazaqstan Team AST | Astana Qazaqstan Team AST | Astana Qazaqstan Team AST |
| ------------------------- | ------------------------- | ------------------------- |
| Nr.                       | Rytter                    | Placering                 |
| 71                        | Aleksej Lutsenko (KAZ)    | 19.                       |
| 72                        | Leonardo Basso (ITA)      | 110.                      |
| 73                        | Manuele Boaro (ITA)       | 88.                       |
| 74                        | Mark Cavendish (GBR)      | 105.                      |
| 75                        | Jevgenij Fedorov (KAZ)    | 77.                       |
| 76                        | Martin Laas (EST)         | 111.                      |
| 77                        | Harold Tejada (COL)       | 20.                       |

| Movistar Team MOV | Movistar Team MOV       | Movistar Team MOV |
| ----------------- | ----------------------- | ----------------- |
| Nr.               | Rytter                  | Placering         |
| 81                | Matteo Jorgenson (USA)  | 1.                |
| 82                | Imanol Erviti (ESP)     | 66.               |
| 83                | Abner González (PUR)    | 57.               |
| 84                | Mathias Norsgaard (DEN) | 96.               |
| 85                | Max Kanter (GER)        | 64.               |
| 86                | Iván Sosa (COL)         | 47.               |
| 87                | Carlos Verona (ESP)     | 10.               |

| Cofidis COF | Cofidis COF           | Cofidis COF |
| ----------- | --------------------- | ----------- |
| Nr.         | Rytter                | Placering   |
| 91          | Jesús Herrada (ESP)   | 7.          |
| 92          | François Bidard (FRA) | DNF-4       |
| 93          | Wesley Kreder (NED)   | 97.         |
| 94          | Alexis Renard (FRA)   | 81.         |
| 95          | Rémy Rochas (FRA)     | 23.         |
| 96          | Harrison Wood (GBR)   | 70.         |
| 97          | Axel Zingle (FRA)     | 73.         |

| Lotto Dstny LTD | Lotto Dstny LTD           | Lotto Dstny LTD |
| --------------- | ------------------------- | --------------- |
| Nr.             | Rytter                    | Placering       |
| 101             | Thomas De Gendt (BEL)     | 68.             |
| 102             | Arjen Livyns (BEL)        | 54.             |
| 103             | Sylvain Moniquet (BEL)    | 17.             |
| 104             | Michael Schwarzmann (GER) | 95.             |
| 105             | Rüdiger Selig (GER)       | 108.            |
| 106             | Eduardo Sepúlveda (ARG)   | 40.             |
| 107             | Maxim Van Gils (BEL)      | 6.              |

| Bingoal WB BWB | Bingoal WB BWB                 | Bingoal WB BWB |
| -------------- | ------------------------------ | -------------- |
| Nr.            | Rytter                         | Placering      |
| 111            | Ceriel Desal (BEL)             | 55.            |
| 112            | Floris De Tier (BEL)           | 21.            |
| 113            | Johan Meens (BEL)              | 63.            |
| 114            | Alexander Salby (DEN)          | 83.            |
| 115            | Lennert Teugels (BEL)          | 16.            |
| 116            | Luca Van Boven (BEL)           | 67.            |
| 117            | Guillaume Van Keirsbulck (BEL) | 80.            |

| Equipo Kern Pharma EKP | Equipo Kern Pharma EKP   | Equipo Kern Pharma EKP |
| ---------------------- | ------------------------ | ---------------------- |
| Nr.                    | Rytter                   | Placering              |
| 121                    | Roger Adrià (ESP)        | 35.                    |
| 122                    | Urko Berrade (ESP)       | 79.                    |
| 123                    | Giovanni Carboni (ITA)   | 24.                    |
| 124                    | Pablo Castrillo (ESP)    | 30.                    |
| 125                    | Iván Cobo (ESP)          | 75.                    |
| 126                    | Jordi López (ESP)        | 56.                    |
| 127                    | Danny van der Tuuk (NED) | 91.                    |

| Burgos-BH BBH | Burgos-BH BBH                | Burgos-BH BBH |
| ------------- | ---------------------------- | ------------- |
| Nr.           | Rytter                       | Placering     |
| 131           | Pelayo Sánchez (ESP)         | 36.           |
| 132           | Rodrigo Álvarez (ESP)        | 112.          |
| 133           | Mario Aparicio (ESP)         | 46.           |
| 134           | Miguel Ángel Fernández (ESP) | 106.          |
| 135           | Alejandro Franco (ESP)       | 60.           |
| 136           | Ángel Fuentes (ESP)          | 82.           |
| 137           | Victor Langellotti (MON)     | 11.           |

| Oman OMA | Oman OMA             | Oman OMA  |
| -------- | -------------------- | --------- |
| Nr.      | Rytter               | Placering |
| 141      | Said Al Rahbi        | 109.      |
| 142      | Abdullah Al-Gueilani | DNF-2     |
| 143      | Munther Al Hsani     | 87.       |
| 144      | Faisal Al Mammari    | 116.      |
| 145      | Mazin Al Riyami      | 114.      |
| 146      | Mohamed Al Wahibi    | DNF-5     |

| Human Powered Health HPM | Human Powered Health HPM      | Human Powered Health HPM |
| ------------------------ | ----------------------------- | ------------------------ |
| Nr.                      | Rytter                        | Placering                |
| 151                      | Alan Banaszek (POL)           | 107.                     |
| 152                      | Stephen Bassett (USA)         | 94.                      |
| 153                      | August Jensen (NOR)           | 65.                      |
| 154                      | Bart Lemmen (NED)             | DNS-3                    |
| 155                      | Barnabás Peák (HUN)           | 92.                      |
| 156                      | Benjamin Perry (CAN)          | 98.                      |
| 157                      | Embret Svestad-Bårdseng (NOR) | 34.                      |

| Terengganu Polygon Cycling Team TSG | Terengganu Polygon Cycling Team TSG | Terengganu Polygon Cycling Team TSG |
| ----------------------------------- | ----------------------------------- | ----------------------------------- |
| Nr.                                 | Rytter                              | Placering                           |
| 161                                 | Youcef Reguigui (ALG)               | 103.                                |
| 162                                 | Jesse Ewart (IRL)                   | DNS-5                               |
| 163                                 | Irwandie Lakasek (MAS)              | 113.                                |
| 164                                 | Nur Amirul Fakhruddin Mazuki (MAS)  | 85.                                 |
| 165                                 | Jeroen Meijers (NED)                | 104.                                |
| 166                                 | Jambaljamts Sainbayar (MGL)         | 39.                                 |
| 167                                 | Mohd Hariff Saleh (MAS)             | 115.                                |

| JCLTeam Ukyo JCL | JCLTeam Ukyo JCL       | JCLTeam Ukyo JCL |
| ---------------- | ---------------------- | ---------------- |
| Nr.              | Rytter                 | Placering        |
| 171              | Benjamín Prades (ESP)  | 52.              |
| 172              | Manabu Ishibashi (JPN) | 102.             |
| 173              | Yūma Koishi (JPN)      | 38.              |
| 174              | Raymond Kreder (NED)   | 86.              |
| 175              | Atsushi Oka (JPN)      | 49.              |
| 176              | Kosuke Takeyama (JPN)  | 78.              |
| 177              | Masaki Yamamoto (JPN)  | 32.              |

| Soudal Quick-Step SOQ | Soudal Quick-Step SOQ        | Soudal Quick-Step SOQ |
| --------------------- | ---------------------------- | --------------------- |
| Nr.                   | Rytter                       | Placering             |
| 1                     | Jan Hirt (CZE)               | 14.                   |
| 2                     | Josef Černý (CZE)            | 99.                   |
| 3                     | Fausto Masnada (ITA)         | 37.                   |
| 4                     | Tim Merlier (BEL) (landevej) | 72.                   |
| 5                     | Bert Van Lerberghe (BEL)     | 74.                   |
| 6                     | Mauri Vansevenant (BEL)      | 2.                    |
| 7                     | Jordi Warlop (BEL)           | 62.                   |

| UAE Team Emirates UAD | UAE Team Emirates UAD      | UAE Team Emirates UAD |
| --------------------- | -------------------------- | --------------------- |
| Nr.                   | Rytter                     | Placering             |
| 11                    | Diego Ulissi (ITA)         | 5.                    |
| 12                    | Pascal Ackermann (GER)     | 90.                   |
| 13                    | Davide Formolo (ITA)       | 26.                   |
| 14                    | Ryan Gibbons (RSA)         | 51.                   |
| 15                    | Vegard Stake Laengen (NOR) | 50.                   |
| 16                    | Michael Vink (NZL)         | 76.                   |

| Intermarché-Circus-Wanty ICW | Intermarché-Circus-Wanty ICW | Intermarché-Circus-Wanty ICW |
| ---------------------------- | ---------------------------- | ---------------------------- |
| Nr.                          | Rytter                       | Placering                    |
| 21                           | Louis Meintjes (RSA)         | 18.                          |
| 22                           | Francesco Busatto (ITA)      | 44.                          |
| 23                           | Arne Marit (BEL)             | 61.                          |
| 24                           | Tom Paquot (BEL)             | 58.                          |
| 25                           | Simone Petilli (ITA)         | 27.                          |
| 26                           | Baptiste Planckaert (BEL)    | 89.                          |
| 27                           | Rein Taaramäe (EST)          | 4.                           |

| Arkéa-Samsic ARK | Arkéa-Samsic ARK         | Arkéa-Samsic ARK |
| ---------------- | ------------------------ | ---------------- |
| Nr.              | Rytter                   | Placering        |
| 31               | Cristián Rodríguez (ESP) | 8.               |
| 32               | Jenthe Biermans (BEL)    | 84.              |
| 33               | David Dekker (NED)       | 100.             |
| 34               | Anthony Delaplace (FRA)  | 31.              |
| 35               | Nicolas Edet (FRA)       | 33.              |
| 36               | Andrij Ponomar (UKR)     | 43.              |
| 37               | Michel Ries (LUX)        | 22.              |

| Uno-X Pro Cycling Team UXT | Uno-X Pro Cycling Team UXT | Uno-X Pro Cycling Team UXT |
| -------------------------- | -------------------------- | -------------------------- |
| Nr.                        | Rytter                     | Placering                  |
| 41                         | Kristoffer Halvorsen (NOR) | 71.                        |
| 42                         | Louis Bendixen (DEN)       | 69.                        |
| 43                         | Fredrik Dversnes (NOR)     | 93.                        |
| 44                         | Niklas Eg (DEN)            | 12.                        |
| 45                         | Tord Gudmestad (NOR)       | DNS-5                      |
| 46                         | Magnus Kulset (NOR)        | 29.                        |
| 47                         | Lasse Norman Leth (DEN)    | 101.                       |

| AG2R Citroën Team ACT | AG2R Citroën Team ACT   | AG2R Citroën Team ACT |
| --------------------- | ----------------------- | --------------------- |
| Nr.                   | Rytter                  | Placering             |
| 51                    | Greg Van Avermaet (BEL) | 42.                   |
| 52                    | Geoffrey Bouchard (FRA) | 3.                    |
| 53                    | Stan Dewulf (BEL)       | 41.                   |
| 54                    | Jaakko Hänninen (FIN)   | 25.                   |
| 55                    | Lawrence Naesen (BEL)   | 59.                   |
| 56                    | Oliver Naesen (BEL)     | 48.                   |
| 57                    | Andrea Vendrame (ITA)   | 45.                   |

| Bora-Hansgrohe BOH | Bora-Hansgrohe BOH      | Bora-Hansgrohe BOH |
| ------------------ | ----------------------- | ------------------ |
| Nr.                | Rytter                  | Placering          |
| 61                 | Emanuel Buchmann (GER)  | 13.                |
| 62                 | Giovanni Aleotti (ITA)  | DNS-3              |
| 63                 | Florian Lipowitz (GER)  | 53.                |
| 64                 | Ide Schelling (NED)     | 28.                |
| 65                 | Cian Uijtdebroeks (BEL) | 9.                 |
| 66                 | Matthew Walls (GBR)     | DNS-5              |
| 67                 | Ben Zwiehoff (GER)      | 15.                |

| Astana Qazaqstan Team AST | Astana Qazaqstan Team AST | Astana Qazaqstan Team AST |
| ------------------------- | ------------------------- | ------------------------- |
| Nr.                       | Rytter                    | Placering                 |
| 71                        | Aleksej Lutsenko (KAZ)    | 19.                       |
| 72                        | Leonardo Basso (ITA)      | 110.                      |
| 73                        | Manuele Boaro (ITA)       | 88.                       |
| 74                        | Mark Cavendish (GBR)      | 105.                      |
| 75                        | Jevgenij Fedorov (KAZ)    | 77.                       |
| 76                        | Martin Laas (EST)         | 111.                      |
| 77                        | Harold Tejada (COL)       | 20.                       |

| Movistar Team MOV | Movistar Team MOV       | Movistar Team MOV |
| ----------------- | ----------------------- | ----------------- |
| Nr.               | Rytter                  | Placering         |
| 81                | Matteo Jorgenson (USA)  | 1.                |
| 82                | Imanol Erviti (ESP)     | 66.               |
| 83                | Abner González (PUR)    | 57.               |
| 84                | Mathias Norsgaard (DEN) | 96.               |
| 85                | Max Kanter (GER)        | 64.               |
| 86                | Iván Sosa (COL)         | 47.               |
| 87                | Carlos Verona (ESP)     | 10.               |

| Cofidis COF | Cofidis COF           | Cofidis COF |
| ----------- | --------------------- | ----------- |
| Nr.         | Rytter                | Placering   |
| 91          | Jesús Herrada (ESP)   | 7.          |
| 92          | François Bidard (FRA) | DNF-4       |
| 93          | Wesley Kreder (NED)   | 97.         |
| 94          | Alexis Renard (FRA)   | 81.         |
| 95          | Rémy Rochas (FRA)     | 23.         |
| 96          | Harrison Wood (GBR)   | 70.         |
| 97          | Axel Zingle (FRA)     | 73.         |

| Lotto Dstny LTD | Lotto Dstny LTD           | Lotto Dstny LTD |
| --------------- | ------------------------- | --------------- |
| Nr.             | Rytter                    | Placering       |
| 101             | Thomas De Gendt (BEL)     | 68.             |
| 102             | Arjen Livyns (BEL)        | 54.             |
| 103             | Sylvain Moniquet (BEL)    | 17.             |
| 104             | Michael Schwarzmann (GER) | 95.             |
| 105             | Rüdiger Selig (GER)       | 108.            |
| 106             | Eduardo Sepúlveda (ARG)   | 40.             |
| 107             | Maxim Van Gils (BEL)      | 6.              |

| Bingoal WB BWB | Bingoal WB BWB                 | Bingoal WB BWB |
| -------------- | ------------------------------ | -------------- |
| Nr.            | Rytter                         | Placering      |
| 111            | Ceriel Desal (BEL)             | 55.            |
| 112            | Floris De Tier (BEL)           | 21.            |
| 113            | Johan Meens (BEL)              | 63.            |
| 114            | Alexander Salby (DEN)          | 83.            |
| 115            | Lennert Teugels (BEL)          | 16.            |
| 116            | Luca Van Boven (BEL)           | 67.            |
| 117            | Guillaume Van Keirsbulck (BEL) | 80.            |

| Equipo Kern Pharma EKP | Equipo Kern Pharma EKP   | Equipo Kern Pharma EKP |
| ---------------------- | ------------------------ | ---------------------- |
| Nr.                    | Rytter                   | Placering              |
| 121                    | Roger Adrià (ESP)        | 35.                    |
| 122                    | Urko Berrade (ESP)       | 79.                    |
| 123                    | Giovanni Carboni (ITA)   | 24.                    |
| 124                    | Pablo Castrillo (ESP)    | 30.                    |
| 125                    | Iván Cobo (ESP)          | 75.                    |
| 126                    | Jordi López (ESP)        | 56.                    |
| 127                    | Danny van der Tuuk (NED) | 91.                    |

| Burgos-BH BBH | Burgos-BH BBH                | Burgos-BH BBH |
| ------------- | ---------------------------- | ------------- |
| Nr.           | Rytter                       | Placering     |
| 131           | Pelayo Sánchez (ESP)         | 36.           |
| 132           | Rodrigo Álvarez (ESP)        | 112.          |
| 133           | Mario Aparicio (ESP)         | 46.           |
| 134           | Miguel Ángel Fernández (ESP) | 106.          |
| 135           | Alejandro Franco (ESP)       | 60.           |
| 136           | Ángel Fuentes (ESP)          | 82.           |
| 137           | Victor Langellotti (MON)     | 11.           |

| Oman OMA | Oman OMA             | Oman OMA  |
| -------- | -------------------- | --------- |
| Nr.      | Rytter               | Placering |
| 141      | Said Al Rahbi        | 109.      |
| 142      | Abdullah Al-Gueilani | DNF-2     |
| 143      | Munther Al Hsani     | 87.       |
| 144      | Faisal Al Mammari    | 116.      |
| 145      | Mazin Al Riyami      | 114.      |
| 146      | Mohamed Al Wahibi    | DNF-5     |

| Human Powered Health HPM | Human Powered Health HPM      | Human Powered Health HPM |
| ------------------------ | ----------------------------- | ------------------------ |
| Nr.                      | Rytter                        | Placering                |
| 151                      | Alan Banaszek (POL)           | 107.                     |
| 152                      | Stephen Bassett (USA)         | 94.                      |
| 153                      | August Jensen (NOR)           | 65.                      |
| 154                      | Bart Lemmen (NED)             | DNS-3                    |
| 155                      | Barnabás Peák (HUN)           | 92.                      |
| 156                      | Benjamin Perry (CAN)          | 98.                      |
| 157                      | Embret Svestad-Bårdseng (NOR) | 34.                      |

| Terengganu Polygon Cycling Team TSG | Terengganu Polygon Cycling Team TSG | Terengganu Polygon Cycling Team TSG |
| ----------------------------------- | ----------------------------------- | ----------------------------------- |
| Nr.                                 | Rytter                              | Placering                           |
| 161                                 | Youcef Reguigui (ALG)               | 103.                                |
| 162                                 | Jesse Ewart (IRL)                   | DNS-5                               |
| 163                                 | Irwandie Lakasek (MAS)              | 113.                                |
| 164                                 | Nur Amirul Fakhruddin Mazuki (MAS)  | 85.                                 |
| 165                                 | Jeroen Meijers (NED)                | 104.                                |
| 166                                 | Jambaljamts Sainbayar (MGL)         | 39.                                 |
| 167                                 | Mohd Hariff Saleh (MAS)             | 115.                                |

| JCLTeam Ukyo JCL | JCLTeam Ukyo JCL       | JCLTeam Ukyo JCL |
| ---------------- | ---------------------- | ---------------- |
| Nr.              | Rytter                 | Placering        |
| 171              | Benjamín Prades (ESP)  | 52.              |
| 172              | Manabu Ishibashi (JPN) | 102.             |
| 173              | Yūma Koishi (JPN)      | 38.              |
| 174              | Raymond Kreder (NED)   | 86.              |
| 175              | Atsushi Oka (JPN)      | 49.              |
| 176              | Kosuke Takeyama (JPN)  | 78.              |
| 177              | Masaki Yamamoto (JPN)  | 32.              |